# New Denver
New Denver est un village situé dans la province de la Colombie-Britannique, dans le sud-est.